# 白帳汗國

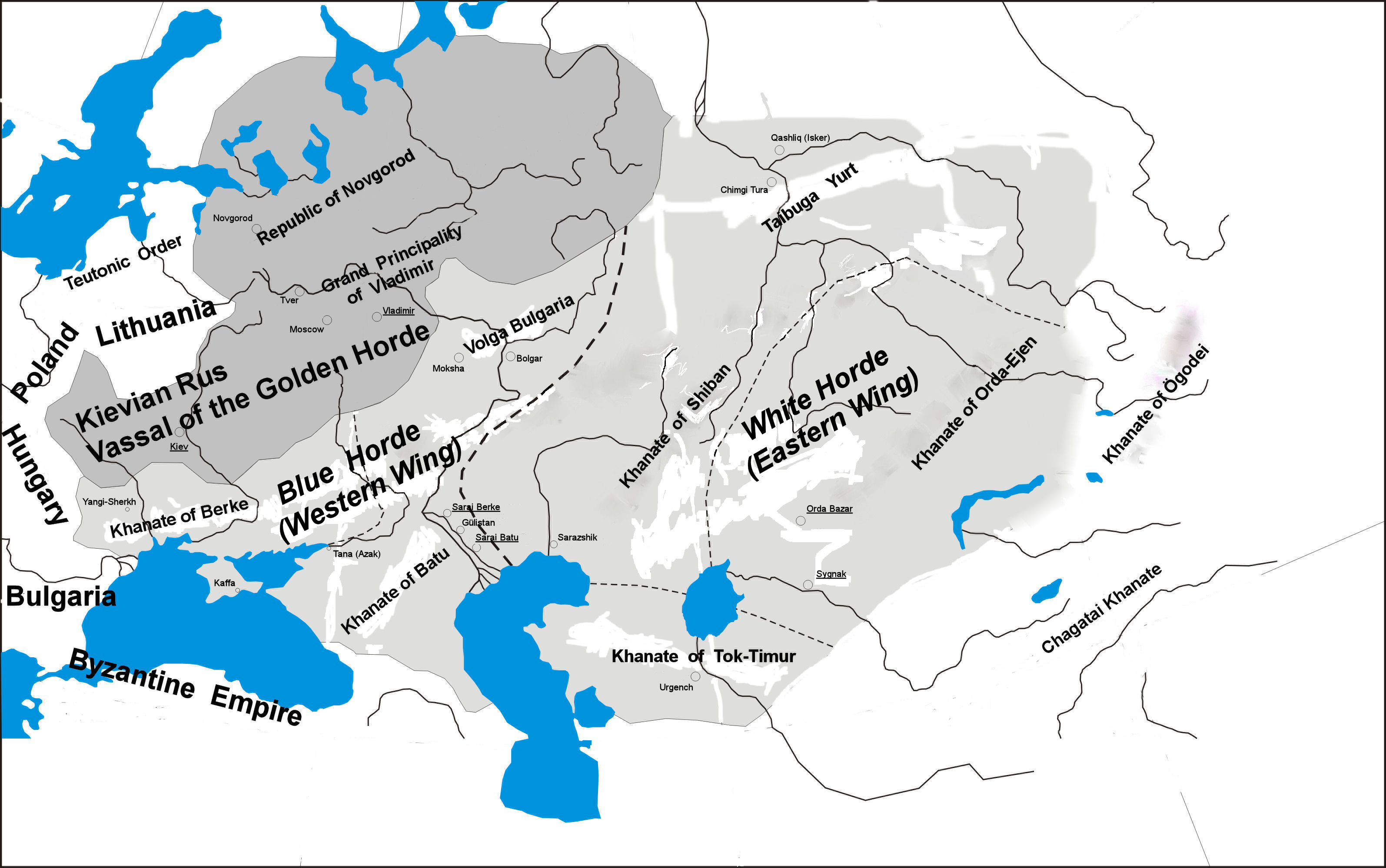
此圖中的金帳汗國被稱為藍帳汗國（兼轄西部的基輔羅斯諸國），白帳汗國在其東部地區，兩者之間為昔班的封地（日後被稱為藍帳汗國）。

白帳汗國 (1226年—1428年)，又叫斡兒答兀魯思，是金帳汗國在東方的一个组成部分，由朮赤的長子、拔都的兄長斡兒答創立，他將父業的管事權讓給拔都，在主事上甚少發言權，然而他得到相當於現在哈薩克斯坦的地區作為封土。起初是臣下，但後來基本上處于自治地位。汗國東至阿爾泰山，西至烏拉尔河、咸海，南至錫爾河，北至西西伯利亞平原（馬可波羅曾說這國家很大很冷，不生產糧食）。
汗國環境是蒙兀兒斯坦的大塊草原，居民主要是突厥语族部落、欽察、康里、葛邏祿、阿兒渾、克烈、乃蠻、札剌亦兒、弘吉剌、蔑兒乞組成。蒙古人很快突厥化，主要從事畜牧業。在錫爾河以北，有幾個城市：訛答剌、塔拉斯是較多人定居與農業的地方。昔格納克與突厥斯坦是行政中心，保留了原欽察人國家的特色。同時其領地西面連接著朮赤第五子昔班的藍帳汗國。
自斡兒答起，傳十一代，將近二百年，1359年在金帳汗別兒迪別死後，汗位由白帳汗繼位。1382年在脫脫迷失時代，兩汗國合併，但1391年他被帖木兒打敗後，汗國東方被朮赤第五子昔班家族佔有，白帳的那顏將領也迪古在1399年打敗立陶宛大公国，在1408年进军莫斯科公国，但未能打下莫斯科。1428年在最後一位白帳汗八剌汗死後，汗位落在昔班家族的後人阿布海兒汗手上，直至1459年克烈與賈尼別克汗脫離烏茲別克汗國後才算重建哈萨克汗国。

## 白帳汗國可汗
- 斡兒答 1226-1251
- 洪格黑兰 1251-1280
- 科齊 1280-1301，洪格黑兰侄
- 伯顏 1301-1309
- 薩昔不花 1309-1315
- 阿必散 1315-1320
- 穆巴拉·火者 1320/21-1344/45，阿必散弟
- 沉台 1344/45-1360/61，阿必散子
- 兀魯斯 1360-1375，斡兒答弟秃花帖木儿六世孙
- 脱黑脱乞牙 1375-1376
- 帖木兒滅里 1375-1376，秃花帖木儿五世孙
- 脫脫迷失 1376-1391，秃花帖木儿七世孙
- 科里賈克 1391-1420，脱黑脱乞牙弟
- 八剌汗 1420-1428（后裔建立哈萨克汗国）

## 資料來源
- 草原帝國
- 新疆民族辭典